# UFO (プロレス)
U.F.O.（ユー・エフ・オー）は、アントニオ猪木が設立した総合格闘技の統一組織（当初は世界規模の格闘技統一組織を目指して創設されたが実質的にはプロレス団体として活動していた）。正式名称はUniversal Fighting-arts Organization（ユニバーサル・ファイティングアーツ・オーガニゼーション）。日本名は世界格闘技連盟（せかいかくとうぎれんめい）。

## 歴史

### 世界格闘技連合の発足
プロレスから離れて総合格闘技のシューティング（現：修斗）を設立して、その発展に尽力していた佐山聡は1994年7月にヒクソン・グレイシーを日本に初めて招聘してバーリトゥード大会に参戦させるなど格闘技ブームの一翼を担い格闘技界で独自の地位を築いていた。
アントニオ猪木は、この流れに乗じる形で疎遠になっていた佐山と師弟関係を理由に和解して1996年に「世界格闘技連合（せかいかくとうぎれんごう）」を発足。その内容は世界規模の格闘技統一組織というものであった。猪木が度々行う壮大な計画であったが、バルセロナ五輪銀メダリストで全日本柔道選手権優勝7回の実績を誇る柔道家の小川直也をプロ格闘家としてデビューさせて看板選手に育成し、海外の格闘家達と対戦させることを画策。佐山をトレーナー兼参謀役として招き全国各地で合宿をしてトレーニングを積んだ。

### 旗揚げ
1997年4月12日、東京ドームで開催された「'97 BATTLE FORMATION」（新日本プロレス主催、観衆60,500人）において小川は柔道着姿で新日本の橋本真也と異種格闘技戦で対戦して裸絞めで破りプロ格闘家としてデビュー。猪木も、この大会に参加してタイガーキング（佐山聡）をコブラツイストで破り勝利後の小川を激励している。5月3日、大阪ドームにおける再戦では入場テーマ曲を「闘魂伝承」から「爆勝宣言」に変更（猪木との決別を示唆）して試合に臨んだ橋本の顔面蹴りで失神KO（佐山がタオル投入）に追い込まれ敗退したが存在のアピールには成功。
猪木は高田延彦が設立したキングダムやUFC王者のドン・フライらと接触し勢力拡大を匂わせ、順道会館館長の格闘家として活動していた村上一成（現：村上和成）を参戦選手として招くと（正式に所属選手となったのは翌年の4月）、プロレスラーを引退した1998年4月に「世界格闘技連合」から「U.F.O.（世界格闘技連盟）」へ名称を変更。
正道会館館長の石井和義と接触して小川のK-1参戦を取り付けたり、猪木がかつて異種格闘技戦で対戦したモハメド・アリを名誉会長に就任させるなど、格闘技統一路線を具体化させたかに思えたが、アメリカから帰国した猪木がテンガロンハットをかぶりサングラスに付け髭姿で正体不明のミスター・ウォーリーを名乗ったり（記者団には小川のスパーリングパートナーの大物外国人を自称していたが変装の甲斐もなく猪木本人であることは誰の目にも明らかだった。理解困難の奇行であったがU.F.O.の人材不足や旗揚げ戦の参加選手を集めるのに苦労した末の話題作りであったとする見方が一般的である）、新日本との舌戦による泥仕合が話題となる等、格闘技なのかプロレスなのか方向性が一貫しない混迷振りが垣間見られるようになる。
10月24日、両国国技館で旗揚げ戦「TAKE OFF」を開催。小川の新日本参戦のアピールや様々な話題が功を奏して観衆10,000人（主催者発表）の動員に成功。12月30日、大阪城ホールで第2戦を開催。

### 新日本プロレスとの対抗戦
1999年1月4日、新日本プロレス東京ドーム大会で「新日本対U.F.O.」の対抗戦が実現。小川は柔道着を着用せず試合に臨み橋本にシュートマッチ（セメント）を敢行して戦意喪失（実態は失神KO）の無効試合に追い込んだ。試合後のマイクパフォーマンス「おいおいおいもう終わりかよー!新日本プロレスファンの皆さん目を覚ましてください!」の挑発的発言で両陣営がリング内外で大乱闘となった。小川のセコンドに付いていた村上やタイガーマスク（4代目）は負傷するが小川は「暴走王」としての地位を確立するきっかけとなった。

### その後
上記の一戦以降、U.F.O.は新日本との対抗戦と平行してNWAとも提携して、3月14日に横浜アリーナで第3戦を開催。小川がNWA世界ヘビー級王者のダン・スバーン（レフェリーはドリー・ファンク・ジュニア）に挑戦して小川がNWA世界ヘビー級王座を獲得。小川はプロレス界にも積極的に関わるようになる。その一方で猪木が前田日明と接触してリングスとも提携する動きを見せたため佐山との間に軋轢が生じた。1999年4月28日に佐山の離脱を発表。
6月29日、大阪府立体育会館で第4戦を開催。小川は直後の7月4日に行われたPRIDE横浜アリーナ大会に参戦してゲーリー・グッドリッジを破り総合格闘技でも活躍していた。しかし藤田和之が2000年1月に新日本を退団して総合格闘家に転身し猪木と親密な関係になった事などから、3月11日に横浜アリーナで開催された「力道山メモリアル」（この興行で猪木は芸能事務所「ジャニーズ事務所」の滝沢秀明とエキシビションマッチで対戦して敗れている）で橋本とタッグチーム「OH砲」を組んだのをきっかけに猪木とは距離を置いて以降は橋本と行動を共にするようになった。
2002年8月8日、以前から猪木と蜜月関係にあった芸能事務所「ケイダッシュ」代表取締役会長の川村龍夫がイベントプロデューサーを務めた「UFO LEGEND」を東京ドームで開催。U.F.O.の存続が危ぶまれる中、総合格闘技スタイルの新ブランド「UFO LEGEND」の旗揚げ戦と位置付けられていたが、観客席は閑散とした状況で興行としては完全に失敗。この大会を最後に団体は自然消滅となり、猪木は2007年にプロレス団体「IGF」を設立。

## 所属選手
- 小川直也
- 村上一成
- 藤井克久

## 大会一覧
| 大会名                      | 日付           | 会場                         | 開催地       | 観衆     |
| --------------------------- | -------------- | ---------------------------- | ------------ | -------- |
| TAKE OFF                    | 1998年10月24日 | 両国国技館                   | 東京都墨田区 | 10,000人 |
| 文句があるならかかって来い! | 1998年12月30日 | 大阪城ホール                 | 大阪市中央区 | 8,000人  |
| ハマのリングで勝負しろ!     | 1999年3月14日  | 横浜アリーナ                 | 横浜市港北区 | 8,000人  |
| 大阪決戦                    | 1999年6月29日  | 大阪府立体育会館             | 大阪市浪速区 | 4,800人  |
| UFO オランダ大会            | 1999年11月28日 | スポーツパレス・オークンベル | オランダ     | 未発表   |
| UFO LEGEND                  | 2002年8月8日   | 東京ドーム                   | 東京都文京区 | 28,648人 |